# ごごプレ
『ごごプレ』は、2013年9月30日から2015年3月27日まで東海テレビが月曜 - 金曜 14:00 - 16:49に編成していたテレビドラマの再放送枠である。
東海テレビは、2011年10月から平日日中のドラマの再放送を『昼プレ』と『ゆうプレ』の2本・約3時間にわたって編成していたが、2012年4月からフジテレビ製作のネットセールス番組『知りたがり!』→『アゲるテレビ』の枠を確保する観点から、『昼プレ』を廃止して事実上『ゆうプレ』に統合（時間帯も15・16時台に短縮）した。
しかし、前述のネットセールス番組が視聴率低迷のために2013年9月27日に終了し、14時台が再びローカルセールスに戻されることになったのを受け、東海テレビは再び14時台もドラマの再放送枠に充てることになり、これを機に枠名を『ゆうプレ』から『ごごプレ』へ改めることになった。枠名は「午後のプレゼント」の略である。
基本的には、それまでフジテレビ系列でゴールデンタイムに放送されていた連続ドラマや自社製作の昼の帯ドラマ、『金曜プレステージ』や『土曜プレミアム』で放送された単発ドラマなどの再放送をされている。